# Zbrojnik zebrowaty
Zbrojnik zebrowaty, hypowąsacz zebrowaty (Hypancistrus zebra) – gatunek słodkowodnej ryby sumokształtnej z rodziny zbrojnikowatych (Loricariidae), endemiczny dla rzeki Xingu (Ameryka Południowa). Został opisany i sklasyfikowany w 1991 roku, wcześniej znany jako L46. Popularny wśród akwarystów, przez których nazywany jest również zbrojnikiem zebra. Charakteryzuje się wyjątkowym ubarwieniem w czarno białe paski, którym zawdzięcza swoją nazwę.

## Opis
Zbrojnik zebrowaty należy do ryb z rodziny Loricariidae, żyjących w wodach Ameryki Południowej, Panamy i Kostaryki. Charakteryzują się otworem gębowym w dolnym położeniu i kostnymi płytkami na ciele (czasem ich brak). Obecność lub brak płetwy tłuszczowej. Stosunkowo długie jelita. Posiadają 23–38 kręgów.
Białe ciało Hypancistrus zebra pokrywa czarny pasiasty wzór. Pasy biegną od pionowej pręgi leżącej za głową. Ciągną się do trzonu ogonowego. Margines pyska zakryty jest skórnymi skostnieniami, płetwy odbytowej występuje, płetwa grzbietowa o 6 rozgałęzionych promieniach, niezbyt szeroka głowa, zęby na kości przedszczękowej mniejsze niż zęby żuchwowe. Osobniki dorosłe osiągają długość od 7 do 8 cm. Samice mają niższą płetwę grzbietową i krótsze kolce na promieniach płetw piersiowych.

## Występowanie
Występuje tylko w skalistych partiach dorzecza rzeki Xingu, płynącej w Amazonii (Brazylia).

## Biologia i ekologia
Żyją w ciepłych, dobrze natlenionych wodach, na dnie rzeki. Prowadzą nocny tryb życia, za dnia chowają się w grotach. Płochliwe, terytorialne wobec własnego gatunku.
Główny pokarm stanowią peryfityczne algi, gąbki oraz szczątki roślinne, natomiast bezkręgowce takie jak nicienie to pokarm drugorzędny.
Do tarła dochodzi w grotach. Samica składa od 7 do 15 jaj. Po ich złożeniu, samiec wypędza samicę i samodzielnie broni ikry. Okres wylęgu trwa 3-7 dni.

## Znaczenie w ochronie środowiska i dla gospodarki
Gatunek o dużej wartości w akwarystyce ozdobnej. Szerzące się nielegalne wyławianie Hypancistrus zebra i budowa Zapory Belo Monte doprowadziło do tego, iż jest gatunkiem zagrożonym wyginięciem. Połów ograniczony jest do małej części rzeki Xingu. Gatunek ten od 2023 roku jest objęty załącznikiem II konwencji waszyngtońskiej (CITES) i aneksem B UE.

## Kierunki badań naukowych
Badania nad mitochondrialnym DNA H. zebra umożliwiły stworzenie pierwszego quasikompletnego mitochondrialnego genomu gatunku należącego do kladu Peckoltia. Ułatwi to wykazanie pokrewieństwa pomiędzy gatunkami tego kladu i w przyszłości umożliwi ich zabezpieczenie.

## Akwarystyka

### Wymagania i akwarium
Minimalna długość akwarium to 60 cm (w zbiorniku tej wielkości można trzymać 4-5 osobników), a pojemność minimum 54 l. Woda powinna być dobrej jakości i dobrze natleniona. W różnych źródłach można znaleźć różne, ale zbliżone zakresy wartości parametrów wody w akwarium optymalne dla hodowli tego gatunku. Zazwyczaj podaje się, że woda powinna być miękka, o pH w zakresie 6,0-7,5  i temperaturze nie niższej niż 25⁰C (według różnych hodowców) i maksymalnie 30⁰C. Zbrojniki zebrowate najlepiej będą się czuły w akwarium z piaszczystym dnem i silnym wymuszonym nurtem, jednak nie jest on niezbędny.
Ważne jest, aby w zbiorniku znajdowały się kryjówki, jaskinie i płytki skalne, umożliwiające rybom schronienie się i zeskrobywanie glonów. W tym celu można użyć różnej wielkości kamieni płaskich i gładkich, korzeni lub bambusa. Według badań zbrojniki zebrowate równie chętnie wybierają schronienia z gliny (cegły), natomiast rurki PVC są nieodpowiednim materiałem do pełnienia tej funkcji. Kryjówki powinny mieć bardzo małą średnicę, z uwzględnieniem wymiarów ryby z rozłożonymi płetwami.
Akwarium powinno mieć przyciemnione oświetlenie. Zaleca się wytrzymałe gatunki roślin ozdobnych, np. anubias.

### Karmienie
Podstawą odżywiania zbrojnika zebrowatego są glony. Uzupełniającym pożywieniem mogą być np. suche pokarmy ze spiruliną, szpinak, marchew, groszek zielony itp.  W diecie należy ująć różnego rodzaju pokarm suchy. Zaleca się podawanie częściowo żywego pokarmu takiego jak artemia, cyklop, dafnia, mięso ryb i małży, zwłaszcza w sytuacji wygłodzenia.

### Obsada akwarium
W południowoamerykańskim akwarium biotopowym mogą być trzymane z kąsaczowatymi, np. zwinnik czerwonousty, barwieniec czarny, łagodnymi pielęgnicami, na przykład paletkami, lub z sumami. W tradycyjnym akwarium towarzyskim (ogólnym) – ze spokojnymi rybami o podobnych wymaganiach środowiskowych, jednak nie jest ono zalecane dla tego gatunku ze względu na specyficzne wymagania i łatwość zdominowania przez inne gatunki podczas karmienia, dlatego najlepszym wyborem będą ryby przyjmujące pokarm z tafli wody. Zbrojniki zebrowate, ponieważ są terytorialne, powinny być jedynymi przedstawicielami ryb dennych w akwarium.

### Zachowanie
Te aktywne nocą ryby są zwykle spokojne, czasem płochliwe. Wykazują większą aktywność również w porach karmienia. Obserwuje się u nich terytorialność wobec przedstawicieli własnego i podobnych gatunków. Często agresywne wobec innych zbrojników zebrowatych.